# 航空切手
航空切手（こうくうきって）とは、航空郵便に使用する目的で発行された切手である。

## 概略

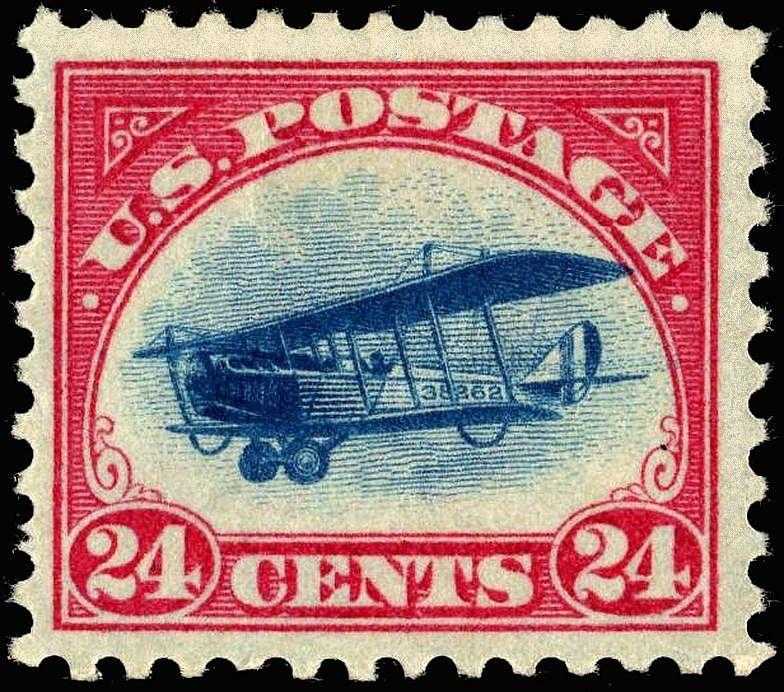
世界最初の正刷航空切手（1918年）

最初の航空郵便は、伝書鳩によるものであり、後には気球（1785年）が使用されるようになった。普仏戦争中、包囲下のパリでは、外部との通信手段として、気球を使った郵便が採用された。
世界最初の、航空機による航空郵便は、1911年にイギリス領インドで行われたものが最初とされている。1910年代から1920年代にかけての航空機の黎明期には航空郵便は試験的なものであった。
世界最初の航空切手とされるのは、1917年にイタリアがトリノ―ローマ間の試験飛行に搭載する郵便物に貼るため、速達切手に加刷した切手である。オーストリアも1918年3月に同様な加刷切手を発行した。世界最初に、正刷航空切手を発行したのは、アメリカ合衆国で1918年5月のことであった。この切手は他の郵便料金の納入にも使用できたため、普通切手の一種ともいえるが、航空郵便用の高額な切手であった。
その後、世界各国で発行されたが、1930年代までは飛行船による航空郵便も広く行われていた。切手のモチーフは飛行機や飛行船、鳥といったデザインが使われることが多く、額面も総じて高額である。
現在でも多くの国で発行されているが、一般的に、日本以外の国では、航空切手は航空郵便料金の納付のみに有効とされる場合が多い。

## 日本の航空切手

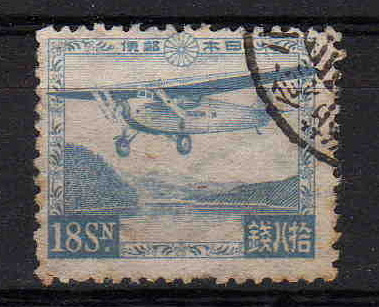
日本最初の航空切手

日本で最初の航空切手は1929年に発行された。第二次世界大戦を挟んで戦後になって再び発行されたが、国内航空郵便用と国際航空郵便用が発行されており、後者は当時としては高額面であった。1953年8月15日、値下げされた外国航空郵便料金に対応するものとして発行された「大仏航空」切手が現時点で日本最後の航空切手となっている。1953年に日本国内において航空郵便制度が速達郵便制度に吸収される形で統合されて以後は専用の切手は発行されていない。 
日本では航空切手と普通切手に使用上の差が存在せず、普通切手を航空郵便に使うことも、航空切手を様々な料金の納付に使うこともできた。そのため、外国航空郵便料金に対応する高額面の普通切手が発行されることにより存在理由を失い、日本の航空切手は終焉を迎えた。